# Tornwaldt-Zyste

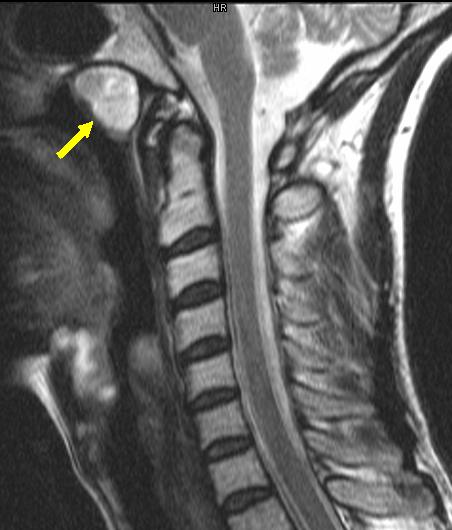
Tornwaldt-Zyste

Eine Tornwaldt-Zyste (lateinisch Bursa pharyngea(lis)), (gelegentlich auch in den Schreibweisen Thornwaldt- oder Thornwald-Zyste) ist eine benigne Zyste (eine gutartige, flüssigkeitsgefüllte Raumforderung), die im oberen hinteren Nasopharynx (Nasen-Rachenraum) lokalisiert ist.
Sie wird meist zufällig bei der Computertomografie (CT) oder Magnetresonanztomografie (MRT) des Kopfes als in der Mittellinie gelegene, gut abgegrenzte rundliche Raumforderung diagnostiziert.
In der Frühembryonalentwicklung wird das Vorderende des Chordafortsatzes vorübergehend in das darunter liegende Entoderm des Schlunddarms gestülpt. Wenn eine Adhäsion zwischen Pharynx und Chorda entsteht, kommt es bei der Rückwanderung der Chorda dorsalis zur Schädelbasis zur dorsalen Ausbuchtung von nasopharyngealer Schleimhaut. Die darin enthaltenen Drüsen sezernieren und können im Rahmen einer Pharyngitis zum Verschluss des in der Mittellinie gelegenen „Divertikelhalses“ führen. Durch Schleimproduktion kann es zu rezidivierenden Rupturen und Episoden von schlechtem Mundgeruch
durch Freiwerden der durch Anaerobier infizierten Sekretionen kommen. Die Therapie bei symptomatischen Patienten ist chirurgisch. Asymptomatisch kommt die Tornwaldt-Zyste bei 4 % der Bevölkerung vor.
Erstbeschreiber war der Danziger Arzt Gustav Ludwig Tornwaldt (1843–1910). Titel seiner 1885 erschienenen Monographie: Über die Bedeutung der Bursa pharyngea für die Erkennung und Behandlung gewisser Nasenrachenraum-Krankheiten.